# Kulturwanderweg Hohenzollern
Der Kulturwanderweg Hohenzollern (Eigenschreibweise KulturWanderweg Hohenzollern) ist ein 22 km langer naturnaher Wanderweg auf den Spuren der Hohenzollern in Mittelfranken. Er führt von Roßtal über Cadolzburg nach Langenzenn. Ein Abstecher zum Hohenzollern-Ort Ammerndorf ist möglich.
Markiert wird der Verlauf auf der gesamten Strecke durch Wanderzeichen mit dem schwarz-weißen Wappenschild der Hohenzollern und dem Text „Hohenzollern-Wanderweg“.
Start- und Ziel-Ort sowie Cadolzburg sind mit der Bahn erreichbar.

## Wegstrecke
- Roßtal – Stöckach – Kernmühle (Ammerndorf) (ca. 3,3 km)
- Kernmühle – Pleikershof – Cadolzburg (ca. 8,6 km)
- Cadolzburg – Roßendorf – Langenzenn (ca. 9,6 km)

## Geschichte
Der Wanderweg wurde 2020 eröffnet.
Im Jahr 2020 gab es auch die offizielle Anerkennung als „Qualitätswanderweg Wanderbares Deutschland“.